# Rita Lee e Roberto de Carvalho
Rita Lee and Roberto de Carvalho , также известный как Flagra — альбом Риты Ли и её партнера Роберту ди Карвалью, выпущенный в 1982 году. В него вошли песни, ставшие хитами бразильских чартов, такие как «Flagra», одна из самых известных песен Риты, и «Cor-de-Rosa Choque». Альбом был выпущен в 1982 году.

## Об альбоме
После записи испаноязычного альбома хитов Baila Conmigo и видеоклипа в Мексике, Рита Ли и Роберту де Карвалью вернулись в Бразилию, чтобы записать ещё один альбом. Песня «Cor-de-rosa Choque» была написана по заказу компании Rede Globo, которая собиралась выпустить ежедневную программу TV Mulher и хотела, по словам Риты Ли, чтобы в качестве вступительной песни звучало «выражение женской вселенной со знанием дела, окончательный гимн женщин планеты с бразильским акцентом». Для этого певица использовала «ключевые слова: Ева, менструация, шестое чувство, Золушка, дондока (любовница), хрупкий секс, завершающиеся угрожающим припевом: „Не провоцируйте, это розовый шок“».
Композиция «Flagra», заказанная для теленовеллы Final Feliz, по словам певицы, была написана «как комбинация стилей Beach Boys и Тони Кампелло». В этой композиции представлен образ плохого парня из драмы Николаса Рэя «Бунтарь без причины»" с Джеймсом Дином в главной роли. Куплет «сосёт анисовые капли» сначала подвергся цензуре, но в итоге песня была выпущена в первоначальном варианте. «Barriga da Mamãe», которую певица назвала «глупой», подвергалась цензуре в течение двух лет и была выпущена в 1982 году. «Frou-Frou», ещё один трек, который был описан Ли как «глупый», символизировал «путешествие в ретро, поездку по дороге в никуда».
«Barata Tonta» — песня, которой гордится певица: «Лирика и музыка идут вместе в одной каденции, образуют романтическую балладу». Песня «Vote em Mim» также подверглась цензуре, но «чудом была выпущена». Для этого пришлось изменить выражение «долой репрессии» в конце песни на «долой депрессию». О песне «Só de Você», с аранжировкой и фортепианной партией Сезара Камарго, Рита Ли сказала, что «настроение композиции навевает мысли о черно-белом фильме с Фредом Астером и Джинджер Роджерс, синхронно танцующими в маскарадных костюмах бабочек». «Só de Você» была частью саундтрека к теленовелле Rede Globo «Louco Amor» Жилберту Браги, как тематическая песня персонажей Муриэль и Гильерме, которых сыграли соответственно Тоня Карреро и Режиналду Фариа.
Песня «Cor de Rosa Choque» была вступительной темой утреннего шоу TV Mulher на телеканале Globo Network, выходившего в эфир с 1980 по 1986 годы.
Песня «Brazil with an S» с участием Жуана Жилберту возникла во время перелёта между Португалией и Нью-Йорком, когда Рита Ли и Роберту де Карвалью обсуждали написание слова «Бразилия». По словам певицы, «мы написали текст песни за пять минут». Затем они пригласили Жуана Жилберту для записи трека и сделали это всего за один день. Трек «Pirata Cigano» был написан «по мотивам вымышленного образа пирата на корабле — Сидни Магала, переодетого в костюм Чёрной Бороды, поющего с красной розой между зубами, как задорный Джек Воробей». Последний трек альбома, «O Circo», представляет собой «почти лирическую мелодию», которая «рассказывает историю об уставшем грустном клоуне, отвергнутом балериной, и о той фальшивой радости, которую вы замечаете у персонажей на цирковом ринге».

## Успех
Газета Jornal do Brasil от 23 января 1983 года сообщила, что к этому моменту альбом был продан тиражом более 650 000 экземпляров, приблизившись к продажам альбома Lança Perfume 1980 года, который уже был продан в Бразилии тиражом 750 000 экземпляров. По альбому был поставлен мюзикл для телевидения под названием O Circo, режиссёром которого стал Даниэль Филью. По словам Риты Ли, для TV Globo альбом был «перепроизведён», «с вращающейся сценой и пышными костюмами». После записи шоу группа отправилась в турне по стране на четырёх грузовиках, перевозящих оборудование и декорации мюзикла. Allmusic в своей рецензии не поставил альбому никакую оценку.

## Обложка
На обложке альбома Рита Ли и Роберту де Карвалью изображены внутри голубой пластиковой декорации, похожей на надувной бассейн или море. По словам певицы, этот замысел был вдохновлён фильмом «И корабль плывёт…» итальянского режиссёра Федерико Феллини.

## Список композиций
Слова и музыка всех песен — Риты Ли и Роберту ди Карвалью, кроме отмеченных.
| №  | Название           | Автор(ы)                                     | Длительность |
| -- | ------------------ | -------------------------------------------- | ------------ |
| 1. | «Flagra»           |                                              | 3:34         |
| 2. | «Barriga da Mamãe» |                                              | 4:06         |
| 3. | «Barata Tonta»     |                                              | 3:50         |
| 4. | «Frou-Frou»        |                                              | 1:55         |
| 5. | «Vote em Mim»      | (Рита Ли/Роберту де Карвалью/Эсекьель Невес) | 4:22         |

| №   | Название             | Автор(ы)                       | Длительность |
| --- | -------------------- | ------------------------------ | ------------ |
| 6.  | «Só de Você»         |                                | 4:13         |
| 7.  | «Brazil com S»       | (Часть. исп.: Жуаном Жилберту) | 3:14         |
| 8.  | «Cor-de-Rosa Choque» |                                | 3:00         |
| 9.  | «Pirata Cigano»      |                                | 3:53         |
| 10. | «O Circo»            |                                | 3:27         |

## Сертификации и продажи
| Регион                                                       | Сертификация     | Продажи    |
| ------------------------------------------------------------ | ---------------- | ---------- |
| Бразилия (ABPD)                                              | 2× Бриллиантовый | 2 000 000* |
| * Данные о продажах приведены только на основе сертификации. |                  |            |